# Erik Moltke
Erik Moltke, född den 4 april 1901 i Laurbjerg, död den 19 oktober 1984 i Frederiksberg, var en dansk runolog.
Erik Moltke utgav tillsammans med Lis Jacobsen Danmarks Runeindskrifter 1941–1942. Han utvecklade för detta verk en ny metod att fotografer runinskrifter, som kombinerade konstbelysning och dagsljus.